# Lengha
Ne doit pas être confondu avec Lengha-Peulh.
Lengha est une commune située dans le département du Boussouma de la province de Boulgou dans la région du Centre-Est au Burkina Faso.

## Santé et éducation
Lengha accueille un centre de santé et de promotion sociale (CSPS).